# Banque de France
Die Banque de France (deutsch „Bank von Frankreich“) ist eine Zentralbank, die heute dem Europäischen System der Zentralbanken angehört. In der Zeit davor sicherte sie die frühere französische Währung, den Franc. Sie geht auf die Gründung durch Napoleon im Jahr 1800 zurück und hat ihren Sitz in Paris.

## Geschichte

### Vorläufer französischen Papiergelds
1716 eröffnete John Law die Banque Generale; 1718 wurde die Banque Generale von der Regierung erworben und in Banque Royale umbenannt. 1720 brach das von John Law zur Minderung der französischen Staatsschuld geschaffene System der Papiergeldemission zusammen.
1790 beschloss die Nationalversammlung die Ausgabe von Assignaten, welche durch die von den Revolutionären konfiszierten Kirchengüter gedeckt sein sollten. Durch seinen permanenten Wertverlust wollte 1797 kaum noch jemand Papiergeld akzeptieren. Assignaten und ihre Nachfolgewährung, die Territorialmandate, wurden aufgegeben, das Münzgeld kehrte zurück.

### Die Gründungsjahre
Die Bank von Frankreich wurde am 18. Januar 1800 von Napoléon Bonaparte geschaffen, der damals Erster Konsul war. Es sollte nach der schweren Rezession während der Revolutionszeit neuerliches Wirtschaftswachstum gefördert werden. Aufgabe der Bank sollte es sein, im Austausch gegen angekaufte Handelswechsel dem Vorleger auf Sicht zahlbare Banknoten auszugeben.
Zu dieser Zeit besaßen Großbritannien und Schweden bereits eine Notenbank. Die Bank von Frankreich hatte indessen eine begrenztere Rolle. Die Gründungsstatuten vom 13. Februar 1800 beschränkten das Geschäftsgebiet auf die Stadt Paris und schützten sie nicht vor Konkurrenz durch bereits bestehende ähnliche Einrichtungen.
Die Statutenverfasser hatten aus den harten Erfahrungen des Fiaskos der von John Law im Ancien Régime gegründeten Bank und dem Zusammenbruch der Assignaten der Revolutionsregierung gelernt. Sie glaubten, dass das öffentliche Misstrauen gegenüber Papiergeld nur überwunden werden könne, wenn der Vertrieb des Papiergeldes einer von der öffentlichen Hand unabhängigen Anstalt anvertraut blieb. Die Bank von Frankreich wurde deshalb als Aktiengesellschaft mit einem Aktienkapital von 30 Millionen Francs gegründet. Teile davon zeichneten Napoléon Bonaparte und verschiedene Mitglieder seines Gefolges. Zur Hauptversammlung waren nur die 200 größten Anteilseigner zugelassen. Sie ernannten 15 Mitglieder (régents), welche den die Bank verwaltenden Rat (Conseil général) bildeten, und drei Aufsichtsräte (censeurs), die das Bankmanagement überwachten. Der Rat seinerseits wählte drei Mitglieder zum geschäftsführenden Ausschuss, darunter eines, das sowohl dessen Vorsitzender, Vorsitzender des Rats als auch Vorsitzender der Hauptversammlung war.
Die Bank von Frankreich eröffnete ihren Geschäftsbetrieb am 20. Februar 1800, obwohl ihr Kapital noch nicht voll eingezahlt war. Am 14. April 1803 erhielt die Bank das erste amtliche Privileg mit dem Exklusivrecht, Papiergeld in Paris fünfzehn Jahre lang auszugeben.
Die Bank von Frankreich erlitt in ihren ersten Jahren eine Reihe von Schwierigkeiten, eingeschlossen eine Krise der Regierungsfinanzen und einen Niedergang seiner Goldbestände, was die Tilgung der Banknoten einschränkte. Infolgedessen führte Napoleon Reformen ein, die der Regierung dem Bankmanagement gegenüber wieder mehr das Sagen gaben.
Am 22. April 1806 ersetzte ein neues Gesetz den geschäftsführenden Ausschuss durch einen Gouverneur und zwei Stellvertreter. Alle drei wurden vom Kaiser ernannt. Zwei Jahre später wurde durch ein kaiserliches Dekret, datiert vom 16. Januar 1808, die Grundstatuten (statuts fondamentaux) erlassen, welche den Bankbetrieb – bis 1936 – regelten. Das Dekret sah zu eröffnende „Diskontbüros“ (comptoirs d’escompte) in anderen französischen Städten vor, wo es das Handelswachstum rechtfertigte. Eine andere Verordnung gestattete der Bank, die frühere Villa des Herzogs von Toulouse in der Pariser Rue de la Vrillière als ihren Hauptsitz zu kaufen.

### Im 19. Jahrhundert

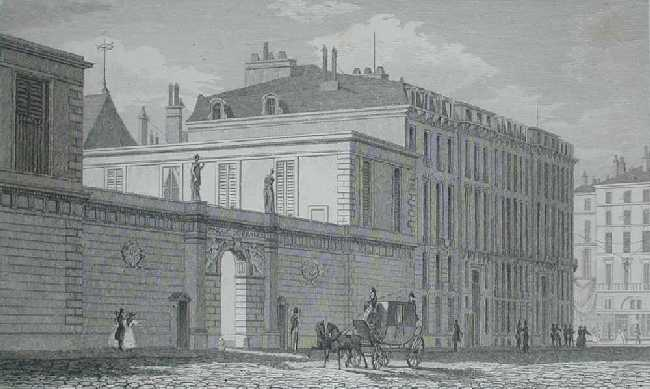
Französische Zentralbank in Paris, Gravur von Miss Byrne, 1829

Das der Bank 1803 bewilligte Notenausgabeprivileg wurde 1806 verlängert und viermal bis 1945 erneuert. Es wurde stufenweise auf die Städte mit „Diskontbüros“ ausgedehnt und dann auf ganz Frankreich, als die Bank lokale Notenbanken übernahm.
Bis 1848 waren die von der Bank von Frankreich ausgegebenen Noten kein gesetzliches Zahlungsmittel mit Annahmezwang. Zusätzlich gab es keine Deckung für den Ausgabewert, doch die Bank musste in der Lage sein, ihre Banknoten gegen Goldmünzen auf Verlangen einzutauschen. Die durch politische Umwälzungen 1848 ausgelöste Krise führte zur Auferlegung der „Zwangswährung“, also den Verzicht auf die Verpflichtung der Bank, ihre eigenen Banknoten zurückzunehmen. Diese wurden gesetzliches Zahlungsmittel, Einzelpersonen und Regierung mussten sie zur Bezahlung annehmen. Ausgleich für die Auferlegung der Zwangswährung war die Notendeckung. Die Höchstgrenze für die Notenausgabe war 350 Millionen Francs.
Zwangswährung und gesetzliches Zahlungsmittel wurden durch das Gesetz vom 6. August 1850 abgeschafft, aber während des Deutsch-Französischen Krieges 1870 wieder eingesetzt. Die Höchstgrenze wurde auf 1,8 Milliarden Francs bemessen. Nach 1877 gab es im Hinblick auf die finanzielle Situation des Landes keine Änderungen mehr am Status der Banknoten als gesetzliches Zahlungsmittel. Die Höchstgrenze zur Notenausgabe wurde mehrmals nach oben gehievt.
Bis 1848 waren die Tätigkeiten der Bank außerhalb von Paris auf 15 Niederlassungen und Büros beschränkt. In der zweiten Hälfte des 19. Jahrhunderts weitete sich das Zweigstellennetz sehr rasch aus und erreichte im Jahr 1900 160 Standorte. Die Expansion des Filialnetzes passte mit einer steilen Zunahme des Geschäftsumfanges zusammen. Die Finanzierung der Wirtschaft wuchs geschwind unter einer überlegten Niedrigzinspolitik und leichtem Zugang zu Diskontkrediten. Darlehen gegen Sicherheiten wurden 1834 eingeführt. Sie wurden zuerst nur gegen Staatsanleihen bewilligt, andere Sicherheiten wurden später stufenweise akzeptiert. Auch die Kundenbeziehungen wurden entwickelt.

### Von 1900 bis zur Verstaatlichung
Die Bank trug zur Sicherung der Währung auch durch den Kauf und Verkauf von Gold zu Festpreisen bei, als die Banknoten in Gold konvertibel waren. Diese Aktivität wurde zwischen 1914 und 1926 eingestellt. Die Bank wurde dann offiziell autorisiert, auf dem Devisenmarkt zu intervenieren, um den Franc zu stabilisieren. Im Gegenzug für das Recht auf Banknotenausgabe erledigte die Bank die Kassengeschäfte der Regierung kostenlos und bewilligte ihr Vorschüsse für finanzielle Bedürfnisse.
1928 wurde eine Golddeckung von 35 Prozent der Banknoten vorgeschrieben. Im selben Jahr waren 259 Filialen der Bank im Lande vertreten. Am 30. Juni 1937 verließ die Bank von Frankreich den Goldstandard.

### Verstaatlichung

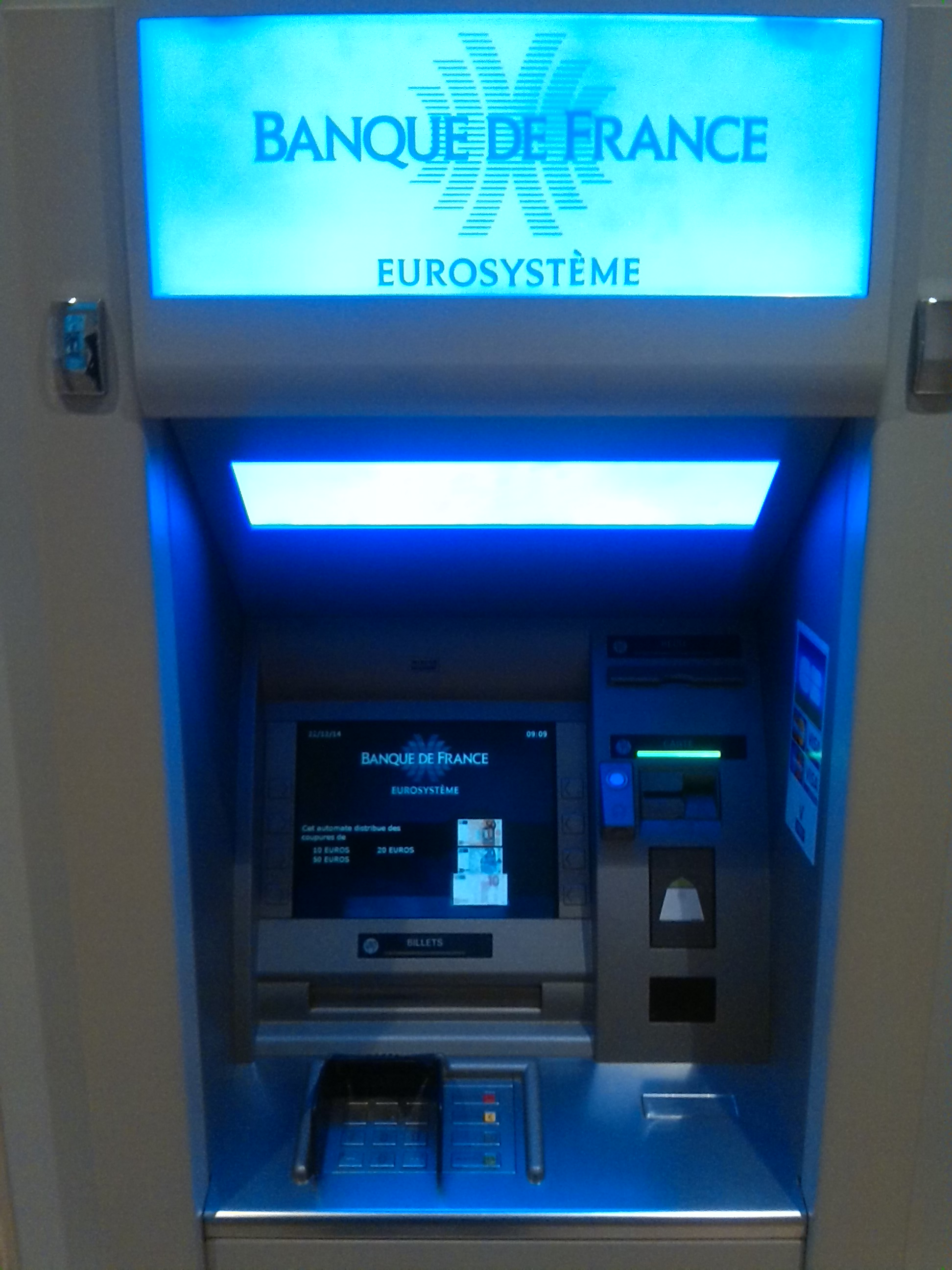
Ein Geldautomat der Banque de France in Paris.

Nach dem Sieg der Volksfront bei den Wahlen 1936 beschloss die Regierung, dass es nicht länger im allgemeinen Interesse sei, wenn die Bank nach privatem Unternehmensrecht geführt werde. Das Gesetz vom 24. Juli 1936 gab der Regierung die Befugnis, direkt in das Bankmanagement einzugreifen. Die 15 Ratsmitglieder wurden durch zwanzig Räte ersetzt, von denen nur zwei von der Hauptversammlung gewählt wurden. Die meisten anderen wurden von der Regierung ernannt und sollten die Wirtschafts- wie die Sozial- und die allgemeinen Interessen der Nation repräsentieren. Eine andere Neuheit war die Wahl eines Ratsmitglieds durch das Bankpersonal. Der Zutritt der nur 200 Hauptaktionäre zur Hauptversammlung entfiel. Das Gesetz von 1936 öffnete sie allen Anteilseignern. Es schaffte auch die seit 1806 für den Gouverneur und seine Stellvertreter bestehende Verpflichtung ab, eine bestimmte Anzahl von Anteilen an der Bank zu halten.
Diese Reform war begleitet von einer Kodifizierung der Gesetzgebung zur Bank. Sie markierte ein Straffen der Regierungsgewalt, war aber nur der Auftakt zur Verstaatlichung der Bank, beschlossen durch das Gesetz vom 2. Dezember 1945, nach Frankreichs Befreiung von deutscher Besetzung. Das Gesetz legte fest, dass das Kapital der Bank von 182,5 Millionen Francs am 1. Januar 1946 an den Staat zu übertragen sei. Für jeden Anteil erhielten die Aktionäre 29 Francs in bar zuzüglich einer dreiprozentigen Staatsanleihe von 28.000 Francs, welche in zwanzig Jahresraten getilgt werden sollte. Die letzten ausstehenden dreiprozentigen Bonds der Bank von Frankreich wurden ab 1. Januar 1965 eingelöst, als die Zinszahlung aufhörte.
Obwohl die Reformen von 1936 und 1945 jede restliche private Kontrolle über das Bankmanagement entfernten, verminderten sie nicht die Rolle des Gouverneurs gegenüber der öffentlichen Hand noch schränkten sie die Freiheit der Bank ein, ihre Angelegenheiten nach eigenem Gusto zu regeln.

### Nachkriegszeit
Das Verstaatlichungsgesetz vom 2. Dezember 1945 verlangte eine Änderung der Bankstatuten, der Zusammensetzung des Rates und der Richtlinien, der Besteuerung und Aufgaben vor dem 28. Februar 1946. Die Besteuerung und Aufgaben wurden mit dem Gesetz vom 24. Mai 1951 festgesetzt, welche die Bank dem allgemeinen Steuerrecht unterwarf, aber andere Fragen in der Schwebe ließ. Die Veränderungen seit 1945 in der Rolle der Bank von Frankreich machten jedoch eine Aktualisierung der Statuten von 1936 nötig, weil bestimmte Aufgaben überholt waren und andere unvollständig erschienen. Dies waren insbesondere die Organisation und Kreditsteuerung.
Der Gouverneur regte eine Reform der Bankstatuten im Jahr 1972 an, die durch das Gesetz vom 3. Januar 1973 eingeführt wurde. Die Regeln zur Banktätigkeit und Organisation wurden angepasst und aktualisiert in den Zielsetzungen und Aufgabengebieten. Sie regelten Operationen und Interventionen mit genügender Flexibilität, die Veränderungen erlaubte, wenn sie sich als nötig erweisen sollten. Der Aufbau des Rates wurde radikal geändert. Seit dieser Zeit wurden die Ratsmitglieder nur aufgrund ihrer eigenen Fähigkeiten berufen und nicht mehr als Repräsentanten für verschiedene finanzielle und ökonomische Sektoren ernannt. Die Macht des Rates wurde gestärkt und die neue Gesetzgebung erlegte den Bankaktivitäten weniger Beschränkungen auf. Sie bestimmte nur Grundprinzipien und erlaubte dem Rat freie Gestaltung der Durchführungsbestimmungen. Ein einziger Aufsichtsrat ersetzte die zwei Staatsvertreter seit 1945, aber seine Macht wurde erweitert, um sie den Vergrößerungen der Ratsbefugnisse anzupassen.
Der Finanzminister erhielt das Recht, die Gewinnverteilung und die Zahlung von Dividenden zu genehmigen. Dies war eine Folge der Verstaatlichung, die den Staat zum einzigen Eigentümer der Bank gemacht hatte.

### Europäische Integration

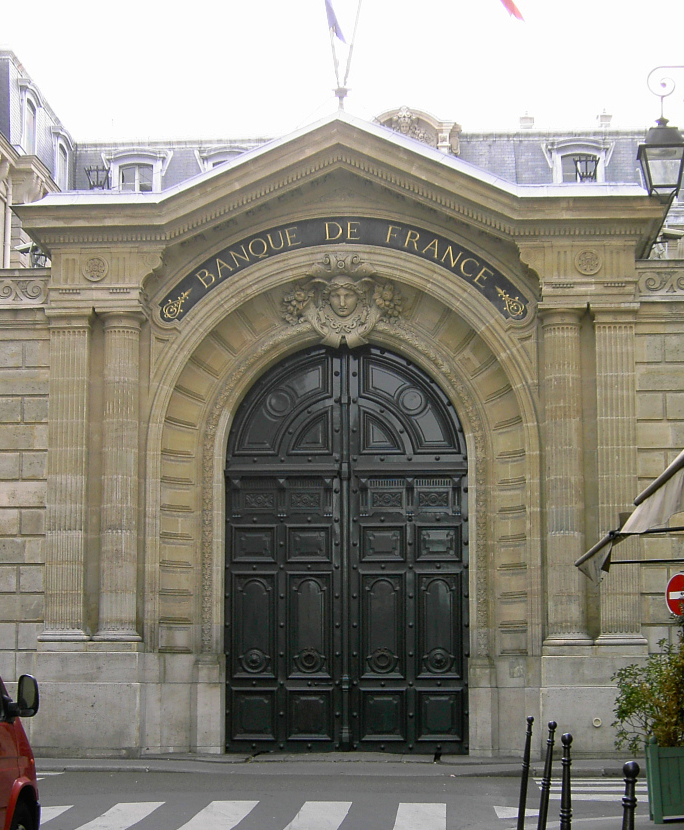
Fassade der Banque de France zur rue de la Vrillière

1993 brachte eine grundlegende Reform der Bank die Unabhängigkeit. Das Gesetz vom 4. August 1993 markierte einen Wendepunkt in der Geschichte der Bank von Frankreich. Der Schritt zur Unabhängigkeit wurde gemacht, um Kontinuität und Solidität der Geld- und Kreditpolitik durch Loslösen von kurzfristigen Betrachtungen zu sichern, was die Glaubwürdigkeit ihrer Politik erhöhte. Ihre Verpflichtung auf die Preisstabilität und Unabhängigkeit von der inländischen Politik war eine notwendige Bedingung für die Glaubwürdigkeit geld- und kreditpolitischer Maßnahmen. Diese Reform machte den Weg für die Europäische Währungsunion frei. 1998 wurde die Bank Mitglied im Europäischen System der Zentralbanken. Das Gesetz vom 4. August 1993 ist in modifizierter Form seit dem 1. Januar 2001 in Kraft.

## Kooperation mit der Europäischen Zentralbank
Am 1. Juni 1998 wurde die Europäische Zentralbank (EZB) als neue Einrichtung für eine gemeinsame Währung innerhalb der Europäischen Union, den Euro, geschaffen. Die früheren Notenbanken gaben daher ihr nationales Banknotenprivileg an diese überstaatliche Institution ab. Die Geld- und Kreditpolitik wird ausschließlich von der Europäischen Zentralbank für den Euro festgelegt. Sie stimmt sich im Rahmen des Europäischen Systems der Zentralbanken (ESZB) mit den nationalen Instituten ab. Die Bank von Frankreich muss sich in der Geld- und Kreditpolitik deshalb heute an den EZB-Vorgaben orientieren.

## Aufgaben
Neben ihrer Unterstützung der Politik der Europäischen Zentralbank sind ihre Aufgaben der Bankenaufsicht und der volkswirtschaftlichen und statistischen Gesamtrechnung anvertraut. Die Bank von Frankreich ist befugt, Richtlinien für das französische Kreditwesen zu erlassen.

## Internationale Kooperation im NGFS
Auf dem One Planet Summit 2017 war die Bank eines der acht Gründungsmitglieder des Networks for Greening the Financial System (NGFS), um das Risikomanagement im Finanzsektor zu Umweltrisiken und Auswirkungen der globalen Erwärmung weiterzuentwickeln und im Sinne des grünen Finanzwesen (englisch green finance) Mittel für den Übergang zu einer nachhaltigen Wirtschaft zu mobilisieren.

## Kritik
Im September 2010 wurde die Banque de France zusammen mit zehn anderen Banken vom Conseil de la Concurrence zu einer Geldbuße in Höhe von 381,1 Millionen Euro verurteilt. Die Banken hatten eine Verabredung getroffen, der zufolge sie von Januar 2002 bis Juli 2007 von ihren Kunden 4,3 Cent Scheckgebühren je Scheck verlangten, um Extragewinne zu erzielen. Dies betraf 80 % der in Frankreich verwendeten Schecks. Bis 2002 war der Scheckverkehr in Frankreich kostenfrei. Nach dem Einschreiten der Bankenaufsicht, die die Gewinne „unrechtmäßig“ nannte, wurde diese Praxis beendet. Die Banken dieses Kartells wurden außerdem für überzogene Gebühren mit zusammen 3,8 Millionen Euro bestraft.